# Залазная (приток Цебьюги)
Залазная — река в России, протекает по территории Лешуконского района Архангельской области. Устье реки находится в 63 км по левому берегу реки Цебьюги. Длина реки — 10 км.

## Данные водного реестра
По данным государственного водного реестра России относится к Двинско-Печорскому бассейновому округу, водохозяйственный участок реки — Мезень от истока до водомерного поста у деревни Малонисогорская. Речной бассейн реки — Мезень.